# Renaud Payre
Renaud Payre, né le 24 avril 1975 à Grenoble, est un politologue français. Directeur de l'Institut d'études politiques de Lyon de 2016 à 2021, il est vice-président de la Métropole de Lyon depuis juillet 2020, délégué à l'Habitat, au Logement social et à la Politique de la ville.

## Biographie

### Parcours
Diplômé de l'Institut d'études politiques de Grenoble en 1997, Renaud Payre commence sa carrière d'enseignant-chercheur à l'IEP de Grenoble deux ans plus tard, où il soutiendra sa thèse de doctorat de science politique en 2002, sous la direction d'Olivier Ihl. Recruté maître de conférences en 2003, il pilote la création d'une des premières filières universitaires de science politique à l'université Lumière-Lyon-II. Habilité à diriger des recherches en 2008, il réussit un an plus tard l'agrégation de l'enseignement supérieur en science politique[réf. nécessaire].
Professeur des universités à l'université Lumière-Lyon-II entre 2009 et 2011, il rejoint ensuite Sciences Po Lyon pour enseigner et prendre la direction du Laboratoire Triangle (UMR 5206). Nommé directeur-adjoint de Sciences Po Lyon en juillet 2014, il démissionne en février 2016 avec l'ensemble du comité de direction sur fond de désaccords avec le directeur de l'époque, Vincent Michelot. Après une période d'administration provisoire confiée à Gilles Pollet, Renaud Payre est élu directeur de Sciences Po Lyon en juin 2016 par le conseil d’administration de l'établissement puis nommé officiellement par la ministre de l’Éducation nationale, de la Recherche et de l'Enseignement supérieur, Najat Vallaud-Belkacem.

### Directeur de Sciences Po Lyon
Il ouvre, en partenariat avec l'université Jean-Monnet, un nouveau campus à Saint-Étienne.
Il crée un laboratoire d'innovation publique : la Public Factory. Soutenue par la Métropole de Lyon et l'université de Lyon, la Public Factory vise à comprendre et imaginer les nouveaux modes d’action publique via la réalisation de projets collaboratifs entre étudiants, chercheurs, acteurs publics et privés du territoire. Il poursuit la politique d'internationalisation de Sciences Po Lyon en créant notamment des doubles diplômes avec des universités étrangères telles que l'université baptiste de Hong Kong ou encore l'université de Loughborough. Un partenariat est également créé en 2018 avec la Maison française d'Oxford.
En 2019, il annonce la création d'un nouveau double diplôme en partenariat avec le Centre de formation des journalistes, orienté sur l'enquête et le data-journalisme.

## Engagement politique
Sensible aux idées de la deuxième gauche, Renaud Payre a notamment cofondé puis présidé le Gram (Groupe de Réflexions et d'Actions Métropolitaines), un mouvement politique lyonnais avec lequel il prendra ses distances en mars 2018, sur fond de désaccord avec sa cofondatrice, Nathalie Perrin-Gilbert.
Il publie des tribunes sur la vie politique française. 
En août 2019, il participe au projet « Madame Z » dans la presse locale lyonnaise qui défend un rassemblement de la gauche et des écologistes en prévision des élections municipales de 2020 à Lyon. 
À la tête de Manufacture de la Cité, un groupe de réflexion sur la Métropole de Lyon, situé à gauche de l'échiquier politique, il tente de négocier une alliance avec les différentes forces politiques de gauche et écologistes lyonnaises. EELV fait le choix de présenter une candidature autonome, tout comme Nathalie Perrin-Gilbert avec le soutien de la France Insoumise. Il scelle l'alliance "La Gauche Unie" avec notamment le Parti socialiste et le Parti communiste et divers petits partis de gauche. Renaud Payre devient le candidat de cette alliance pour la Métropole de Lyon, en binôme avec la socialiste Sandrine Runel à la Ville. 
Il réalise le score de 9,08 % au premier tour, une alliance avec Bruno Bernard est conclue dans l'entre-deux tours. Cette alliance remporte les Élections municipales de 2020 à Lyon et les élections métropolitaines. 

## Vice-président de la Métropole de Lyon
Renaud Payre devient le 3e vice-président de Bruno Bernard (président de la Métropole) délégué à l'Habitat, au Logement social et à la Politique de la ville, après son élection par le Conseil de la métropole de Lyon le 2 juillet 2020.
La construction de logements sociaux ralentissant et le nombre de demandeurs de logement sociaux augmentant, il s'engage à produire davantage de logements sociaux et abordables. Il déclare vouloir la construction de 5000 logements sociaux par an sur la Métropole de Lyon avant la fin du mandat. Il est chargé du pilotage du volet Habitat du Plan Local d'Urbanisme et de l'Habitat, où il élève les seuils du nombre de logements sociaux dans un certain nombre de quartiers et de communes de la Métropole.
Pour relancer la construction, la Métropole de Lyon développe un programme pour accompagner les maires réticents à délivrer des permis de construire en allouant une enveloppe de 10 millions d’investissements aux communes.
En 2020, il devient Président de la Foncière Solidaire du Grand Lyon.
Il conduit, pour la majorité métropolitaine, l’encadrement des loyers dans la Métropole de Lyon (Lyon et Villeurbanne). L’encadrement est effectif au 1er novembre 2021. Pour veiller à sa bonne application, une équipe métropolitaine de l’Habitat est mise en place en 2022.
La majorité métropolitaine comme la majorité de la ville de Lyon souhaitent empêcher l’immobilisation permanente de logements à des fins de meublés. C'est donc à Renaud Payre que revient la responsabilité de porter le projet permettant la régulation des meublés de tourisme à Lyon, projet voté en avril 2022.
La politique de l’habitat menée par Renaud Payre et la Métropole de Lyon s’oriente également vers une aide aux copropriétaires et bailleurs sociaux en faveur de l’éco-rénovation des logements. En 2021, un nouveau règlement est adopté et le budget est doublé par rapport au mandat précédent.
Dès juillet 2020, Renaud Payre conduit une politique de l’hospitalité. Dès l’installation du nouvel exécutif, il travaille à une solution pour la sortie dans des conditions décentes des personnes occupant le grand squat du collège Maurice Scève (Lyon, quartier de la Croix Rousse). De nouveaux sites d’accueil sur des terrains métropolitains sont proposés à la Station, à la Base ou aux Amazones. 
Pour lutter contre le mal logement, la Métropole, sous la vice-présidence de Renaud Payre, engage des conventions tripartites avec l’État, la ville de Villeurbanne d’une part et la ville de Lyon d’autre part. Ces conventions sont rendues publiques lors de la première semaine de l’hospitalité en 2021. Au printemps 2022, la Métropole de Lyon annonce, avec le soutien de l’État, l’ouverture d’un deuxième site destiné à l’accueil des jeunes migrants en situation recours pour la reconnaissance de leur minorité.
Le renouvellement urbain engagé par les majorités précédentes se poursuit et l’exécutif de la Métropole de Lyon, à travers les engagements de Béatrice Vessiller et Renaud Payre, amorce un tournant en refusant les démolitions systématiques et en prônant des réhabilitations d’envergure.
Sur le plan du lien social et de l’insertion, la Métropole de Lyon développe aussi de nouveaux Territoires zéro chômeur de longue durée. Un programme est également proposé dans les quartiers populaires à travers L’Eté Ensemble dans la Métropole .
En 2022, il s’investit dans les réseaux européens Feantsa (Fédération européenne des associations nationales travaillant avec les sans-abri) et Eurocities en faveur de la lutte contre le sans-abrisme et le mal logement. La Métropole de Lyon essaie de faire avancer cette lutte contre le sans-abrisme au niveau européen, notamment par des activités lors de la PFUE.

## Publications
- Marrel Guillaume et Payre Renaud (dir.), Temporalité(s) politique(s) : le temps dans l'action politique collective, De Boeck Supérieur, Ouvertures politiques, 2018, 240 p
- Payre Renaud (dir.), Une grande école de la cité : Sciences po Lyon, 70 ans, Lyon, Libel, 2018, 151 p
- Cole Alistair et Payre Renaud (dir.), Cities as political objects : historical evolution, analytical categorisations and institutional challenges of metropolitanisation, Cheltenham, UK ; Northampton, MA, Edward Elgar Publishing, Cities series, 2016, 301 p.
- Payre Renaud, Présentation du débat entre Patrick Boucheron & Corey Robin, in  (dir.), L'exercice de la peur : usages politique d'une émotion / Patrick Boucheron & Corey Robin, Lyon, Presses universitaires de Lyon, 2015, p. 7-23.
- Renaud Payre, Gilles Pollet, Socio-histoire de l'action publique, La Découverte, Repères, 2013, 128 p.
- Renaud Payre. Une science communale ? Réseaux réformateurs et municipalité providence. CNRS Editions, pp.309, 2007.
- Martine Kaluszynski, Renaud Payre. Savoirs de gouvernement : circulation(s), traduction(s), réception(s). Economica, pp.190, 2013.
- Anouk Flamant, Renaud Payre, Olivier Quéré, Mili Spahic, Julie Vaslin. Vox Populy : radiographie du vote lyonnais à la Présidentielle de 2012. France. Libel, pp.159, 2013,
- Renaud Payre. Lyon, ville internationale : la métropole lyonnaise à l'assaut de la scène internationale, 1914-2013.  (ISBN 978-2-917659-28-1). Libel, 288 p. 2013.